# Catocala francisca
Catocala francisca hoặc Catocala hermia francisca là một loài bướm đêm thuộc họ Erebidae. Nó được tìm thấy ở California.

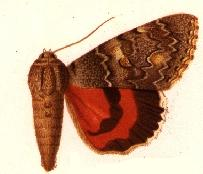
Minh hoạ

Con trưởng thành bay từ tháng 6 đến tháng 9 tùy theo địa điểm. Có thể có một lứa một năm.